# 1850 Kohoutek
1850 Kohoutek eller 1942 EN är en asteroid i huvudbältet, som upptäcktes 23 mars 1942 av den tyske astronomen Karl Wilhelm Reinmuth i Heidelberg. Den har fått sitt namn efter den tjeckiske astronomen Luboš Kohoutek.
Asteroiden har en diameter på ungefär 7 kilometer och den tillhör asteroidgruppen Flora.